# Krogulna
Krogulna [krɔˈɡulna] (en alemán: Krogullno) es un pueblo ubicado en el distrito administrativo (gmina) de Pokój, en el condado de Namysłów, voivodato de Opole, Polonia. Según el censo de 2011, tiene una población de 291 habitantes.
Está ubicado aproximadamente a 3 kilómetros al noroeste de Pokój, a 18 kilómetros al sureste de Namysłów y a 31 kilómetros al norte de la capital regional, Opole.
Antes de 1945, el área fue parte de Alemania.